# 189 (عدد)
189 هو عدد صحيح. طبيعي بين 188 و190

## في الرياضيات

### خصائص
- 189عدد فردي
- 189عدد ناقص
- 189 عدد مضلعي (مسبعي-64 أضلاع-...)